# Heeselicht

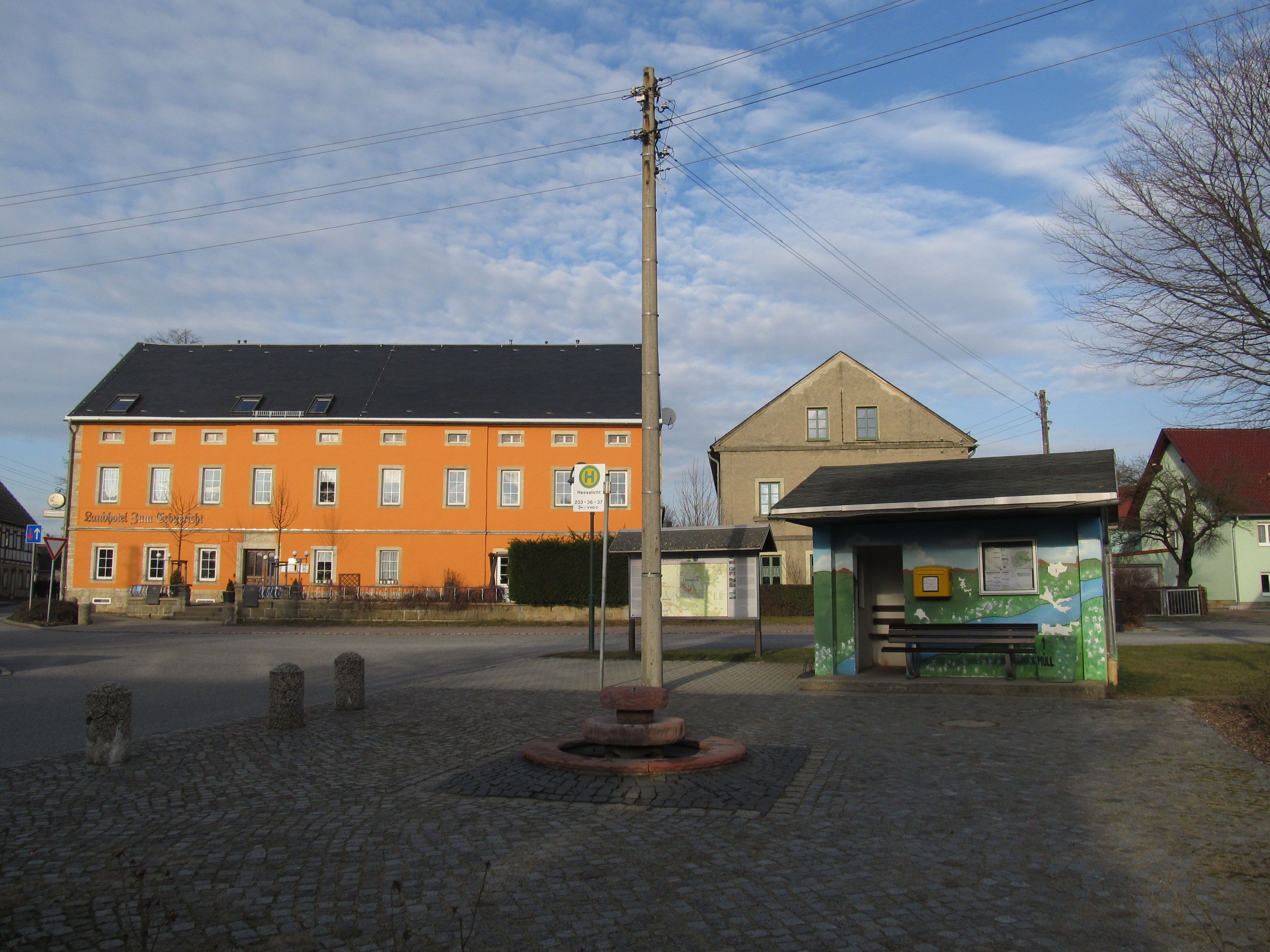
Markt, zentraler Platz in Heeselicht

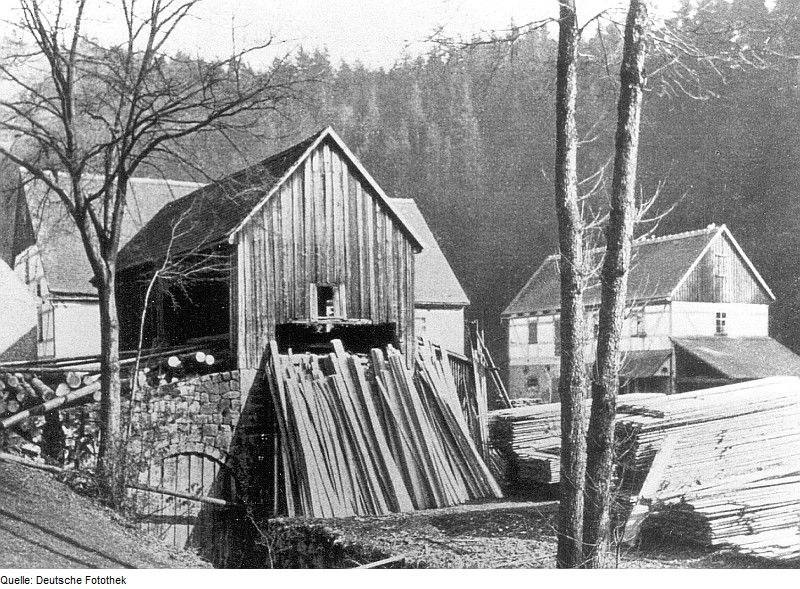
Heeselichtmühle im Polenztal, 1936

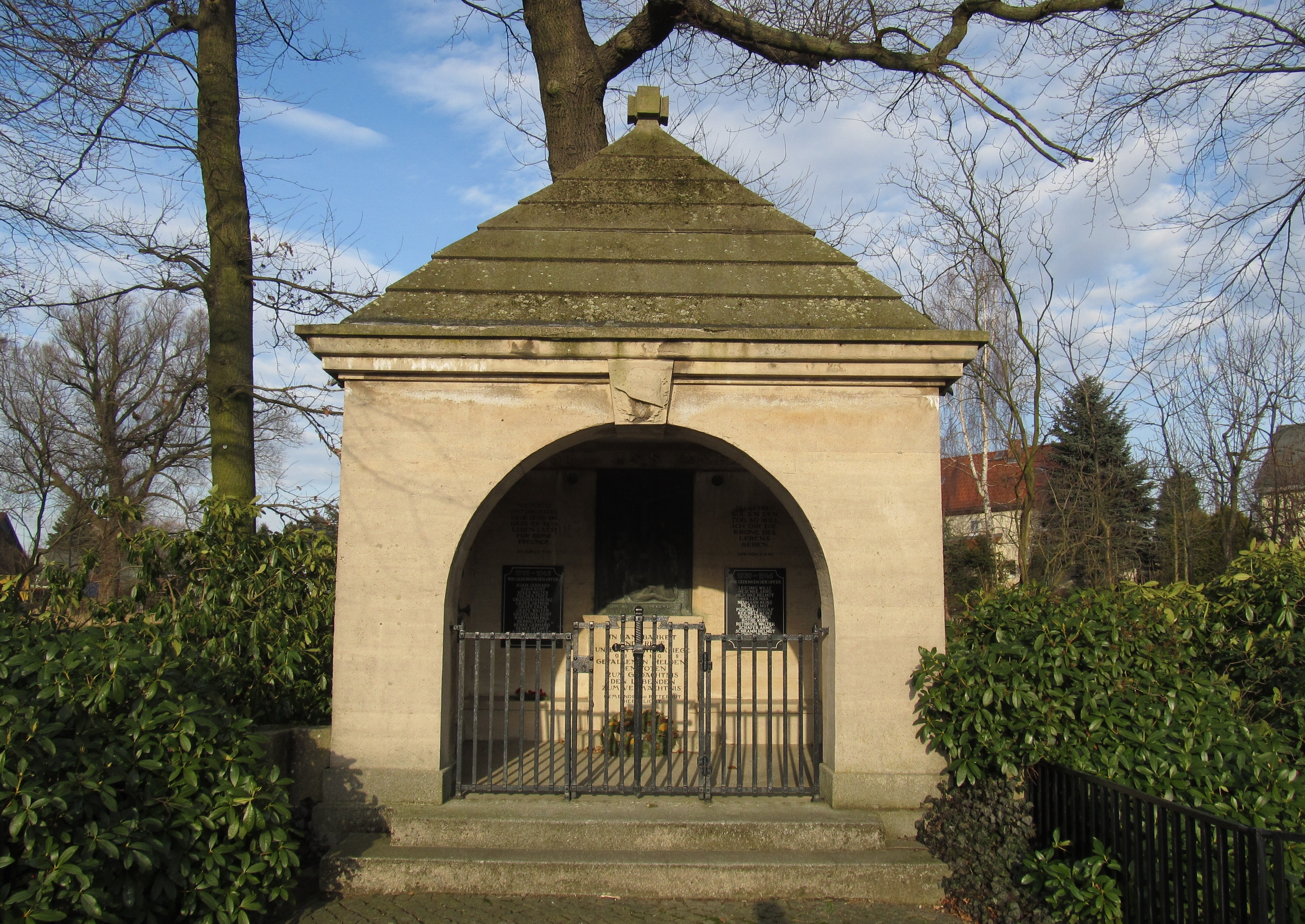
Kriegerdenkmal in Heeselicht

Heeselicht ist ein Ortsteil der Stadt Stolpen im Landkreis Sächsische Schweiz-Osterzgebirge in Sachsen.

## Geographie
Heeselicht liegt in der gleichnamigen Gemarkung im Süden der Stadt Stolpen östlich von Dresden, etwa in der Mitte zwischen der Burg Hohnstein und der Burg Stolpen. Es ist umgeben von den Hohnsteiner Ortsteilen Cunnersdorf im Osten, Zeschnig im Süden und Hohburkersdorf im Südwesten. Westlich benachbart liegt der Dürrröhrsdorf-Dittersbacher Ortsteil Stürza, nördlich der Stolpener Ortsteil Langenwolmsdorf.
Heeselicht erstreckt sich in einer flachen Talmulde an der Hochfläche rechts über dem Tal der Polenz, die hier die Grenze zu Hohnstein markiert. Im äußersten Süden der Flur, nahe der Mündung des Goldflüsschens in die Polenz, steht die Heeselichtmühle. Der Talabschnitt zwischen der etwas nördlich davon gelegenen Scheibenmühle (zu Heeselicht) und der Bockmühle (zu Cunnersdorf) ist für das seit 1967 ausgewiesene Naturschutzgebiet Märzenbecherwiesen bekannt. 
Das Dorf ist umgeben von landwirtschaftlich genutzten Flächen. Die wichtigste Erhebung ist der östlich des Ortes liegende Steinberg mit einer Höhe von 347 m ü. NN. Nördlich von Heeselicht dehnt sich der Schwarze Busch aus, eine bewaldete Anhöhe. Der tiefste Punkt der Flur liegt an der Heeselichtmühle bei etwa 220 m ü. NN. 
Die Ortslage befindet sich knapp nördlich der sogenannten Lausitzer Verwerfung, die die Grenze zwischen dem Elbsandsteingebirge und dem aus Granit aufgebauten Westlausitzer Hügel- und Bergland bildet. Im Bewusstsein der Bevölkerung zählt der Ort jedoch trotz seiner naturräumlichen Gegebenheiten zur Sächsischen Schweiz.
Die Wohnbebauung erstreckt sich größtenteils innerhalb des Dorfkerns sowie der sich daran anschließenden Kleinsiedlungen. Nahe der nördlichen Flurgrenze liegt die Siedlung Neuer Anbau. Im Osten von Heeselicht steht Rölligs Kinderhof. Im Norden des Ortes hat der Heeselichter SV seinen Sportplatz.
Durch Heeselicht verläuft unter dem Namen Basteistraße die Staatsstraße 161. Sie verbindet Heeselicht über Dobra mit Eschdorf, wo sie auf die Staatsstraße 177 trifft. Zur S 161 gehört heute auch die Straße von Heeselicht nach Langenwolmsdorf. Sie war zuvor als S 162 gewidmet. Die kommunale Straße von Heeselicht durch das Tal des Goldflüsschens und der Polenz in Richtung Hohnstein war Teil des Großdeutschlandrings, einer 1939 eingeweihten Rennstrecke. 

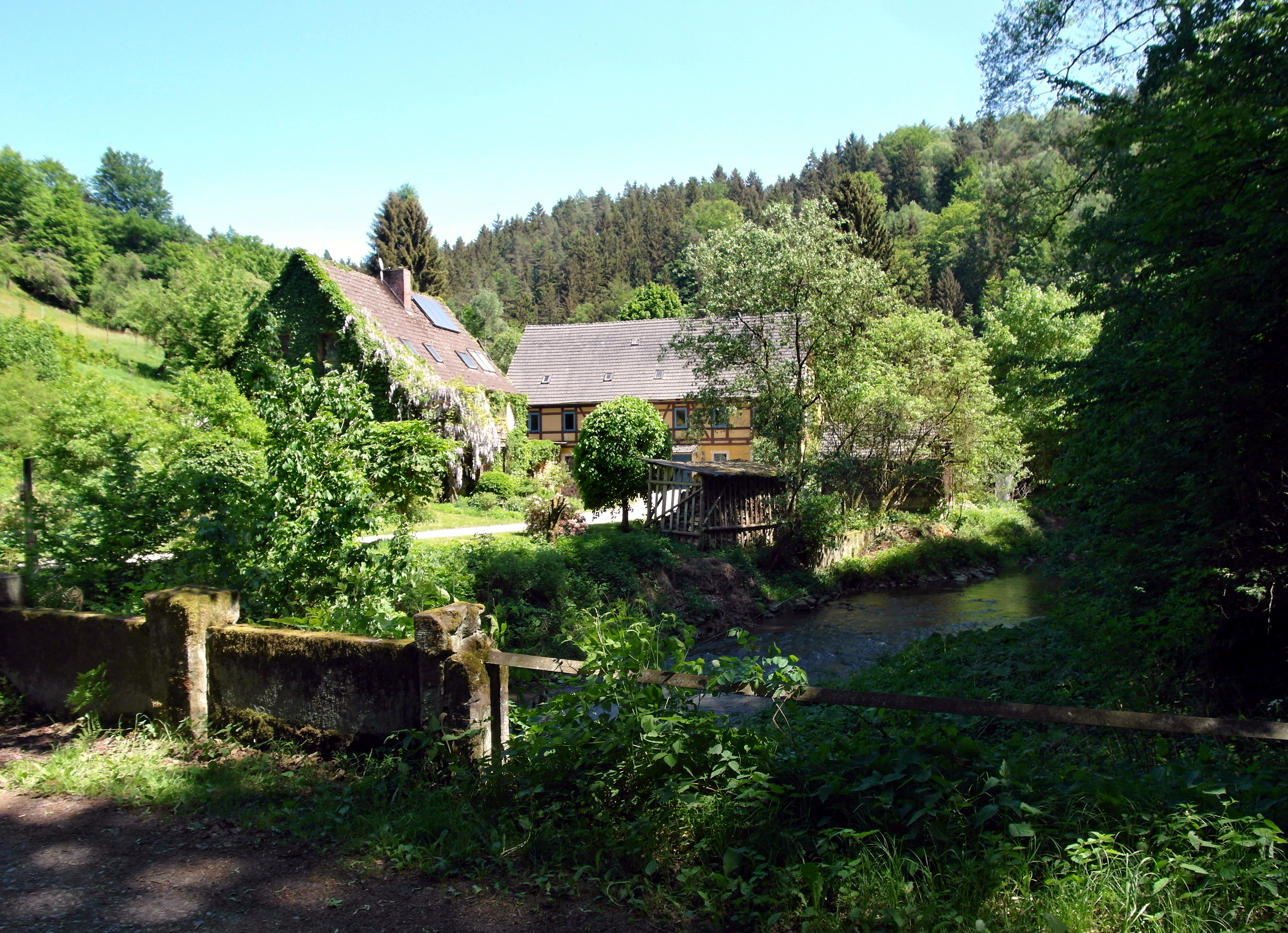
Heeselichtmühle im Polenztal

Zentrum Heeselichts ist der Platz Am Markt. Hier beginnen unter anderem die Scheibenmühlenstraße und die Hofestraße, die nach Südosten durch den Ort verlaufen. Weitere benannte Straßen sind Am Anbau und die Napoleonstraße. An den ÖPNV ist Heeselicht über die Buslinien 232 (Helmsdorf–Langenwolmsdorf) von Müller Busreisen und 236 (Pirna–Sebnitz) des RVSOE angebunden.
Heeselicht hat den Status einer Ortschaft mit eigenem Ortschaftsrat.

## Geschichte

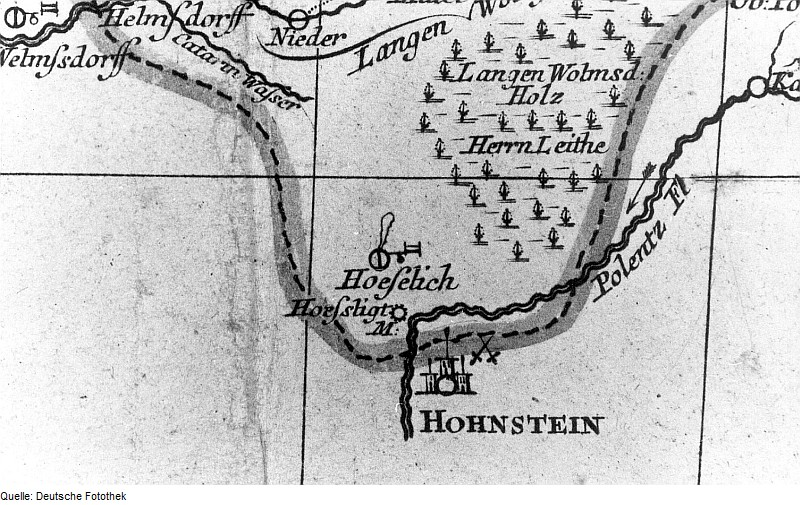
„Hoeselich“ auf einer Karte aus dem 18. Jahrhundert

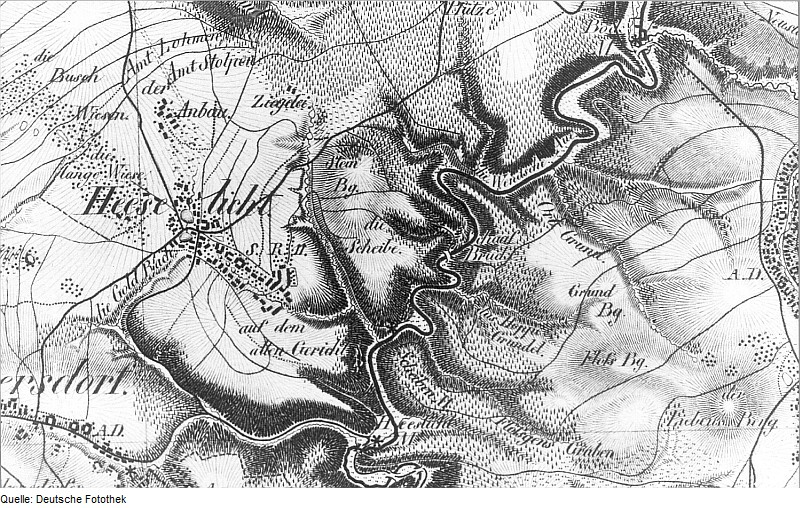
Heeselicht auf einer Karte aus dem 19. Jahrhundert

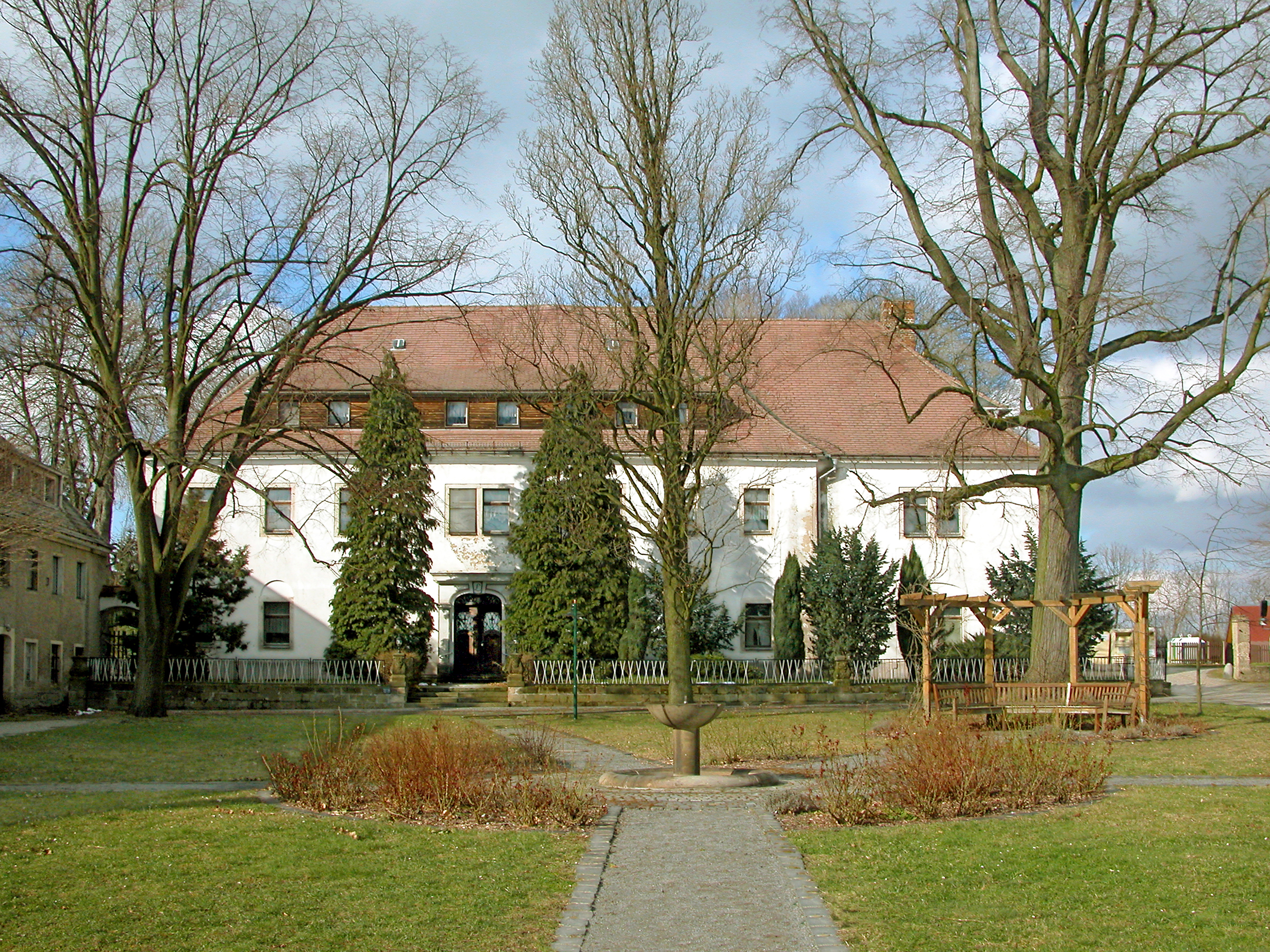
Herrenhaus des ehem. Ritterguts Heeselicht

Der Ortsname Heeselicht fand 1378 erstmals Erwähnung als „Heselich“. Er ist deutschen Ursprungs und bedeutet „Siedlung am Haselgebüsch“. Den gleichen Namensursprung hat der Ort Oberhäslich bei Dippoldiswalde, einen ähnlichen der Freitaler Stadtteil Birkigt. Vom Ortsnamen sind zahlreiche Formen überliefert, darunter „Heselecht“ und „Heßelicht“.
Heeselicht entstand im Zuge der Deutschen Ostsiedlung durch Rodungen inmitten eines zusammenhängenden Waldgebiets am Nordrand der Sächsischen Schweiz. Die Bewohner Heeselichts lebten vorwiegend von der Landwirtschaft; sie bewirtschafteten im Jahre 1764 sieben Hufen zu je 19 bis 20 Scheffeln. Das Waldhufendorf war im Jahre 1900 von einer 359 Hektar großen Waldhufenflur umgeben.
Im 14. Jahrhundert gehörte Heeselicht als Lehen dem Meißner Bischof Johann I. von Isenburg. In den Besitz von Nikel von Hermsdorf ging der Ort 1488 über. Bis 1621 unterstand Heeselicht dessen Nachfahren, danach gehörte das Dorf Johann Georg I. Der Kurfürst ließ ein Vorwerk errichten, das 1657 dem Stolpener Amtshauptmann Georg Hermann von Schweinitz vererbt wurde. Als dessen Nachfahren blieben weitere Angehörige des Geschlechts derer von Schweinitz noch lange Zeit im Besitz des so entstandenen Rittergutes und übten die Grundherrschaft aus. Um 1860 war Ernst Käferstein Herr auf Heeselicht.
Eingepfarrt war Heeselicht ins benachbarte Stürza; heute zählt es zur Kirchgemeinde Stürza-Rathewalde. Bereits im 16. Jahrhundert wurde die Heeselichtmühle erwähnt.
Die Verwaltung des Ortes oblag 1445 der Pflege, 1561 dann dem Amt Dresden. Vom 17. bis Mitte des 19. Jahrhunderts lag Heeselicht im Bereich des Amts Stolpen. Um eine kürzere Verbindung zwischen Stolpen und Hohnstein herzustellen – der Weg führte ursprünglich über Hohburkersdorf – ließ Napoleon Bonaparte 1813 die Straße nach Heeselicht verlegen. Heute heißt sie Napoleonstraße. Im Jahre 1834 erhielt der Ort Marktrechte, was den Namen des Platzes Am Markt erklärt. Auf Grundlage der Landgemeindeordnung von 1838 erlangte Heeselicht seine Selbstständigkeit als Landgemeinde. Im Jahre 1856 gehörte es zum Gerichtsamt Hohnstein und kam danach zur Amtshauptmannschaft Pirna, die 1939 in Landkreis Pirna umbenannt wurde.
In den Jahren 1933 und 1934 mussten Gefangene aus dem KZ Hohnstein im Steinbruch Heeselicht schwerste Zwangsarbeit verrichten.
Ab 1952 war die damalige Gemeinde Heeselicht Teil des Kreises Sebnitz. Zum 1. Januar 1994 schlossen sich Heeselicht, Helmsdorf, Langenwolmsdorf, Rennersdorf-Neudörfel, Stolpen und Lauterbach zur Stadt Stolpen zusammen. Nach der Fusion der Landkreise Pirna und Sebnitz mit Wirkung vom 1. August 1994 gehörte Heeselicht zum Landkreis Sächsische Schweiz, der am 1. August 2008 im neuen Landkreis Sächsische Schweiz-Osterzgebirge aufging.
Das Herrenhaus des Ritterguts steht leer (Stand: 2010).

## Einwohnerentwicklung
| Jahr | Einwohner                                             |
| ---- | ----------------------------------------------------- |
| 1620 | 11 besessene Mann, 3 Gärtner, 25 Häusler, 14 Inwohner |
| 1764 | 12 besessene Mann, 24 Gärtner, 17 Häusler             |
| 1834 | 374                                                   |
| 1871 | 472                                                   |
| 1890 | 420                                                   |
| 1910 | 400                                                   |
| 1925 | 405                                                   |
| 1939 | 670                                                   |
| 1946 | 530                                                   |
| 1950 | 508                                                   |
| 1964 | 518                                                   |
| 1990 | 420                                                   |
| 2014 | 349                                                   |
| 2020 | 331                                                   |